# Tropidocephala nigra
Tropidocephala nigra är en insektsart som först beskrevs av Matsumura 1900.  Tropidocephala nigra ingår i släktet Tropidocephala och familjen sporrstritar. Inga underarter finns listade i Catalogue of Life.